# Jean-François Piot

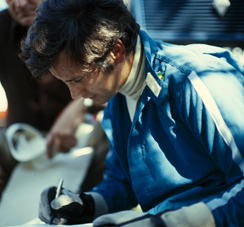
Jean-François Piot bei der Tour de France für Automobile 1973

Jean-François Marie Armand Louis Piot (* 28. März 1938 in Paris; † 6. November 1980 bei der Rallye Marokko) war ein französischer Rallye- und Rundstreckenrennfahrer.

## Frühe Jahre
Piot war in den 1960er-Jahren Mitglied des Renault-Rallyeteams. Die Régie Renault hatte ein Spitzenteam aufgebaut, zu dem als Fahrer neben Piot, Jean-Luc Thérier, Jean-Pierre Nicolas, Jean-Claude Andruet und Bernard Darniche zählten. Piot begann seine Karriere 1964, auf einer Renault Dauphine bei lokalen Rallyes In Frankreich. Sein Partner bei einem kleinen privaten Team war der junge Henri Pescarolo. Piot hatte so großen Erfolg bei diesen Veranstaltungen, dass ihm die Teamleitung von Renault Sport Ende des Jahres einen Werksvertrag anbot. Seinen ersten internationalen Erfolg feierte er 1966, mit dem Gesamtsieg bei der Tour de Corse auf einem Renault R8 Gordini.

## 24-Stunden-Rennen von Le Mans
Neben seinen Engagements im Rallyesport, bestritt Piot auch eine Vielzahl an Sportwagenrennen. Viermal war er beim 24-Stunden-Rennen von Le Mans am Start. Sein Debüt gab er 1964, an der Seite von Jean-Louis Marnat auf einem Werks-Triumph Spitfire. Das Rennen endete nach einem Unfall Piots für das französische Duo vorzeitig. Das beste Ergebnis von Piot in Le Mans war 14. Gesamtrang im Folgejahr, gemeinsam mit dem Belgier Claude Dubois, wieder auf einem Werks-Triumph. Das letzte Mal war er 1973 an der Sarthe am Start. Piot pilotierte einen Porsche 911 Carrera RSR für die Schweizer Rennmannschaft Porsche Club Romand. Piot und seinen Teamkollegen Peter Zbinden stoppte nach 110 gefahrenen Runden ein Getriebeschaden.
Beim 24-Stunden-Rennen von Spa-Francorchamps war Piot fünfmal am Start. Seine beste Klassifikation war der 15. Gesamtrang 1966, gemeinsam mit Jean-Claude Andruet auf einem Renault 8 Gordini.

## Erfolge im Rallyesport
Nach dem Ende seines Renault-Vertrags 1968 wechselte Piot zu Beginn des Jahres 1969 zu Ford France. Für Ford bestritt er mit dem Escort Rallyes und ging mit dem Capri bei Sportwagenrennen an den Start. So wurde er 1969 mit Partner Michel Martin, diesmal auf einem Ford GT40, Fünfter beim 1000-km-Rennen von Paris. Seine erste Rallye für das neue Team war die Rallye Monte Carlo 1969, die er als Fünfter beendete. Es folgte ein dritter Rang bei der Tour de Corse, mit dem späteren Peugeot- und Ferrari-Rennleiter und heutigem FIA-Präsidenten Jean Todt als Copiloten und Navigator, und ein Sechster bei der Tour de France für Automobile.
Piot blieb bis Ende 1972 bei Ford. Erwähnenswerte Erfolge erzielte er bei der Alpenfahrt, wo er 1971 Dritter wurde und wieder bei der Rallye Monte Carlo, die er 1972 als Fünfter beendete. 1973 kehrte Piot zu Renault zurück. Renault hatte die erfolgreichen Alpine A110 inzwischen durch die Rallyeversion des Renault 17 ersetzt. Eine folgenreiche Entscheidung, die den Erfolgslauf des Teams stoppte. Der R17 war bei weitem nicht sie wendig wie die Alpine und Motorenprobleme machten den Fahrer nachhaltig zu schaffen. Für Piot blieb nur der zweite Gesamtrang bei Syrien-Libyen-Rallye als Erfolgserlebnis. Nach anhaltenden Misserfolgen erhielten die R17 1975 neue 1,6-Liter-Triebwerke. Piot wurde mit dem neuen Fahrzeug Fünfter bei der Rallye Monte Carlo und holte sich den Sieg in der Gruppe 2. Ende des Jahres hatte er dann bei der Rallye Elfenbeinküste einen schweren Unfall, den er halbwegs unbeschadet überlebte. Als Folge gab er wenige Tage später seinen Rückzug vom Rennsport bekannt.

## Comeback und Tod
Piot kam aber nicht richtig vom Motorsport los. Nach fünf Jahren rennsportloser Zeit, ließ er sich 1980 überreden, bei der Rallye Dakar als technischer Berater zu arbeiten. Diese Form des Sports war Piot jedoch dauerhaft zu wenig Herausforderung, deshalb nahm er das Angebot seines Freundes Jean-Claude Bertrand an, bei der Tour du Maroc einen Land Rover zu fahren. Die Rallye war eine über 6300 km lange Fahrt durch das afrikanische Land. Am 6. November 1980 kam Piot mit seinem Fahrzeug bei der Überquerung des Atlas von der Fahrbahn ab und stürzte in eine Schlucht. Tragischerweise fuhr Bertrand genau hinter ihm und fand Piot tot im Fahrzeug eingeklemmt. Nachdem die Nachricht von Piots Tod bekannt geworden war, zog das Suzuki-Team seine beiden führenden Wagen vom Rennen zurück.

## Statistik

### Le-Mans-Ergebnisse
| Jahr | Team                  | Fahrzeug                | Teamkollege       | Platzierung | Ausfallgrund    |
| ---- | --------------------- | ----------------------- | ----------------- | ----------- | --------------- |
| 1964 | Standard Triumph      | Triumph Spitfire        | Jean-Louis Marnat | Ausfall     | Unfall          |
| 1965 | Standard Triumph Ltd. | Triumph Spitfire        | Claude Dubois     | Rang 14     |                 |
| 1972 | Automobiles Ligier    | Ligier JS2              | Guy Ligier        | Ausfall     | Ventilschaden   |
| 1973 | Porsche Club Romand   | Porsche 911 Carrera RSR | Peter Zbinden     | Ausfall     | Getriebeschaden |

### Einzelergebnisse in der Sportwagen-Weltmeisterschaft
| Saison | Team                | Rennwagen                  | 1   | 2   | 3   | 4   | 5   | 6   | 7   | 8   | 9   | 10  | 11  | 12  | 13  | 14  | 15  | 16  | 17  | 18  | 19  | 20  | 21  | 22  |
| ------ | ------------------- | -------------------------- | --- | --- | --- | --- | --- | --- | --- | --- | --- | --- | --- | --- | --- | --- | --- | --- | --- | --- | --- | --- | --- | --- |
| 1963   |                     | Jaguar Mark 2              | DAY | SEB | SEB | TAR | SPA | MAI | NÜR | CON | ROS | LEM | MON | WIS | TAV | FRE | CCE | RTT | OVI | NÜR | MON | MON | TDF | BRI |
| 1963   |                     | Jaguar Mark 2              |     |     |     |     |     |     |     |     |     |     |     |     |     |     |     |     |     | DNF |     |     |     |     |
| 1964   | Triumph AGACI       | Triumph Spitfire Glas 1204 | DAY | SEB | TAR | MON | SPA | CON | NÜR | ROS | LEM | REI | FRE | CCE | RTT | SIM | NÜR | MON | TDF | BRI | BRI | PAR |     |     |
| 1964   | Triumph AGACI       | Triumph Spitfire Glas 1204 |     |     |     |     |     |     |     |     | DNF | DNF |     |     |     |     |     |     | DNF |     |     | 22  |     |     |
| 1965   | Triumph             | Triumph Spitfire           | DAY | SEB | BOL | MON | MON | RTT | TAR | SPA | NÜR | MUG | ROS | LEM | REI | BOZ | FRE | CCE | OVI | NÜR | BRI | BRI |     |     |
| 1965   | Triumph             | Triumph Spitfire           |     |     |     |     |     |     |     |     | 14  |     |     |     |     |     |     |     |     |     |     |     |     |     |
| 1966   | Alpine              | Alpine A110                | DAY | SEB | MON | TAR | SPA | NÜR | LEM | MUG | CCE | HOK | SIM | NÜR | ZEL |     |     |     |     |     |     |     |     |     |
| 1966   | Alpine              | Alpine A110                |     |     |     | 18  |     |     |     | 10  |     |     |     |     |     |     |     |     |     |     |     |     |     |     |
| 1967   | Alpine              | Alpine A110                | DAY | SEB | MON | SPA | TAR | NÜR | LEM | HOK | MUG | BRH | CCE | ZEL | OVI | NÜR |     |     |     |     |     |     |     |     |
| 1967   | Alpine              | Alpine A110                |     | DNF |     |     |     |     |     |     |     |     |     |     |     |     |     |     |     |     |     |     |     |     |
| 1972   | Ligier              | Ligier JS2                 | BUA | DAY | SEB | BRH | MON | SPA | TAR | NÜR | LEM | ZEL | WAT |     |     |     |     |     |     |     |     |     |     |     |
| 1972   | Ligier              | Ligier JS2                 |     |     |     |     |     | DNF |     |     |     |     |     |     |     |     |     |     |     |     |     |     |     |     |
| 1973   | Porsche Club Romand | Porsche 911                | DAY | VAL | DIJ | MON | SPA | TAR | NÜR | LEM | ZEL | WAT |     |     |     |     |     |     |     |     |     |     |     |     |
| 1973   | Porsche Club Romand | Porsche 911                |     |     |     |     | DNF |     |     |     |     |     |     |     |     |     |     |     |     |     |     |     |     |     |